# John Wyndham
John Wyndham (Knowle, Warwickshire, 10 de juliol de 1903 - Londres, 11 de març de 1969) va ser el següent gran escriptor britànic de ciència-ficció després d'H.G. Wells. Aquest autor agradava de referir-se a la ciència-ficció amb el nom de «fantasia lògica». Abans de la Segona Guerra Mundial Wyndham va escriure exclusivament per a les revistes pulp, però després de la contesa es va fer famós entre públic en general, més enllà de l'estreta audiència dels fans de la ciència-ficció. La fama li va venir de la mà de les seves novel·les El dia dels trífids (1951), El Kraken aguaita (1953), Les crisàlides (1955) i Els cucuts de Midwich (1957).